# レンブラントへの贈り物
『レンブラントへの贈り物』（Rembrant）は、1999年に制作された国際共同製作の伝記映画で、シャルル・マトンが監督を務めた。

## キャスト
- クラウス・マリア・ブランダウアー - レンブラント・ファン・レイン
- ヨハンナ・テア・ステーゲ - サスキア・ファン・オイレンブルフ
- ロマーヌ・ボーランジェ - ヘンドリッキエ・ストッフェルドホテル・ヤーヘル
- ジャン・ロシュフォール - ニコラエス・タルプ
- ジャン＝フィリップ・エコフェ - ジャン・シックス
- カロリーヌ・ファン・ホーテン - ヘールトヘ・ディルクス
- リシャール・ボーランジェ - Le prêcheur
- フランク・ド・ラ・ペルソンヌ - Hendrick Uylenburgh
- ジャック・スピエセル - Joost Van den Vondel
- カロリーヌ・シオル- マリア・テッセルスカーデ・フィッシャー
- ニコラス・パリサー - コンスタンティン・ホイヘンス
- レオナルド・マットン - ホーファールト・フリンク
- レオナルド・マットン - ティトゥス・ファン・レイン
- リュディヴィーヌ・サニエ - Cornelia van Rijn